# Maldita Vecindad y los Hijos del Quinto Patio
Maldita Vecindad y los Hijos del Quinto Patio ist eine mexikanische Ska-Punk-Band, die auch lateinamerikanische Elemente wie den Danzón in ihren Stil einfließen lässt. Ihre Texte behandeln den Arbeiteralltag der 1980er und 90er.
Die Band wurde 1985 gegründet und entwickelte sich zu einer der einflussreichsten Bands des mexikanischen Ska. Die Band wird öfters auch kurz Maldita Vecindad genannt.

## Diskografie
- Maldita Vecindad y los hijos del quinto patio
- El circo
- Baile de máscaras
- Mostros
- Gira pata de perro
- Rock Mexicano. Lo Mejor De: La Maldita Vecindad y los hijos del quinto patio
- El tiempo vive en la memoria 1989–2004: 15 Años de Éxitos Maldita Vecindad